# Nuoto ai campionati europei di nuoto 2018 - 800 metri stile libero maschili
La gara degli 800 metri stile libero maschili degli Europei 2018 si è svolta il 7 e l'8 agosto 2018. Al mattino del 7 agosto si sono svolte le batterie, mentre la finale si è disputata nel pomeriggio del 8 agosto.

## Podio
| Pos.    | Atleta               | Nazione  |
| ------- | -------------------- | -------- |
| Oro     | Mychajlo Romančuk    | Ucraina  |
| Argento | Gregorio Paltrinieri | Italia   |
| Bronzo  | Florian Wellbrock    | Germania |

## Record
Prima della manifestazione il record del mondo (RM), il record europeo (EU) e il record dei campionati (RC) erano i seguenti:
|  | 7'32"12 | Zhang Lin            | 29 luglio 2009 Roma     |
|  | 7'40"77 | Gabriele Detti       | 26 luglio 2017 Budapest |
|  | 7'42"33 | Gregorio Paltrinieri | 20 maggio 2016 Londra   |

Durante la competizione non sono stati migliorati record.

## Risultati

### Batterie
| Pos. | Batteria | Corsia | Atleta                 | Nazionalità   | Tempo   | Note |
| ---- | -------- | ------ | ---------------------- | ------------- | ------- | ---- |
| 1    | 2        | 5      | Mychajlo Romančuk      | Ucraina       | 7'49"96 | Q    |
| 2    | 2        | 4      | Gregorio Paltrinieri   | Italia        | 7'50"08 | Q    |
| 3    | 1        | 4      | Marin Mogić            | Croazia       | 7'51"78 | Q    |
| 4    | 2        | 2      | Jan Micka              | Rep. Ceca     | 7'52"14 | Q    |
| 5    | 2        | 7      | Damien Joly            | Francia       | 7'52"54 | Q    |
| 6    | 2        | 1      | Domenico Acerenza      | Italia        | 7'52"80 | Q    |
| 7    | 3        | 3      | Florian Wellbrock      | Germania      | 7'53"62 | Q    |
| 8    | 3        | 5      | Henrik Christiansen    | Norvegia      | 7'53"94 | Q    |
| 9    | 3        | 2      | Serhiy Frolov          | Ucraina       | 7'54"31 |      |
| 9    | 3        | 6      | Victor Johansson       | Svezia        | 7'54"31 |      |
| 11   | 3        | 1      | Anton Ipsen            | Danimarca     | 7'54"34 |      |
| 12   | 2        | 3      | Felix Auböck           | Austria       | 7'55"56 |      |
| 13   | 1        | 6      | Vuk Čelić              | Serbia        | 7'56"58 |      |
| 14   | 3        | 4      | Wojciech Wojdak        | Polonia       | 7'56"83 |      |
| 15   | 2        | 8      | Ilya Druzhinin         | Russia        | 7'57"54 |      |
| 16   | 1        | 5      | Tom Derbyshire         | Gran Bretagna | 7'58"26 |      |
| 17   | 3        | 0      | Jay Lelliott           | Gran Bretagna | 7'58"67 |      |
| 18   | 3        | 7      | Henning Mühlleitner    | Germania      | 7'58"77 |      |
| 19   | 1        | 3      | Albert Escrits         | Spagna        | 8'01"39 |      |
| 20   | 3        | 8      | Poul Zellmann          | Germania      | 8'03"07 |      |
| 21   | 1        | 2      | Bogdan-Andrei Scarlat  | Romania       | 8'03"98 |      |
| 22   | 2        | 0      | Filip Zaborowski       | Polonia       | 8'06"48 |      |
| 23   | 2        | 9      | Dávid Lakatos          | Ungheria      | 8'07"51 |      |
| 24   | 1        | 1      | Guilherme Pina         | Portogallo    | 8'07"96 |      |
| 25   | 1        | 7      | Andreas Georgakopoulos | Grecia        | 8'25"42 |      |
| 26   | 1        | 0      | Frenc Berdaku          | Albania       | 8'44"70 |      |

### Finale
| Pos. | Corsia | Atleta               | Nazionalità | Tempo   | Note |
| ---- | ------ | -------------------- | ----------- | ------- | ---- |
|      | 4      | Mychajlo Romančuk    | Ucraina     | 7'42"96 |      |
|      | 5      | Gregorio Paltrinieri | Italia      | 7'45"12 |      |
|      | 1      | Florian Wellbrock    | Germania    | 7'45"60 |      |
| 4    | 8      | Henrik Christiansen  | Norvegia    | 7'46"75 |      |
| 5    | 6      | Jan Micka            | Rep. Ceca   | 7'49"73 |      |
| 6    | 7      | Domenico Acerenza    | Italia      | 7'51"64 |      |
| 7    | 2      | Damien Joly          | Francia     | 7'56"75 |      |
| 8    | 3      | Marin Mogić          | Croazia     | 7'58"03 |      |